# Friderik V. Pfalški
Friederik V., palatinski grof in volilni knez Palatinata (Pfalza, češki kralj, * 26. avgust 1596, lovski dvorec Deinschwang, † 29. november 1632, Mainz.
Friderik je po rojstvu imel vse možnosti, da postane eden najpomembnejših vladarjev Evrope. Bil je deležen skrbne vzgoje. Po očetu je prevzel volilno kneževino Palatinat (Pfalz) z vodilno vlogo med protestantskimi knezi cesarstva. Naklonjene so mu bile mnoge najpomembnejše evropske rodbine, s katerimi je bil v sorodu ali je z njimi sklepal nova sorodstva. Vendar je njegov, ne dovolj premišljeni sprejem češke kraljevske krone, ki so jo uporni Čehi hoteli odvzeti Habsburžanu Ferdinandu II., sprožil spopad med protestantsko in katoliško stranjo, ki je bil za Friderika in Čehe poguben in se je iz Češke razširil v tridesetletno vojno po vsej osredji Evropi. Pri tem Friderik ni izgubil le češke krone ampak tudi svoj matični Palatinat. Oprijel se ga je posmehljiv naziv Zimski kralj . Z vestfalskim mirom je bil zahodni del Palatinata, Spodnji Palatinat, vrnjen Friderikovemu sinu, volilnemu knezu Karlu Ludviku.

## Friderikova mladost
V času Friderikove mladosti je bil Palatinat (Pfalz) protestantska volilna kneževina. Friderikov oče, Friderik IV., volilni knez Svetega rimskega cesarstva, je pripadal razvejani rodbini Wittelsbachov. Njihova kalvinistična pfalška veja se je po veri razlikovala od katoliških bavarskih sorodnikov, ki jih je v obdobju 1557–1623 iz Münchna vodil vojvoda Maksimilijan I. Friderik IV. je leta 1608 postal vodja protestantske vojaške koalicije, poznane kot protestantska unija, Maksimilijan I. pa je naslednje leto v odgovor ustanovil katoliško ligo.
Friderikova mati Luiza Julijana je bila hči kalvinističnega voditelja nizozemskega upora proti Špancem, kneza Viljema I. Oranskega.
Friderik je bil tretji otrok in prvi sin svojih staršev. Po materi je bil nečak sedanskega kneza, Henrika Bouillonskega. Spomladi 1604 so ga starši poslali na izobraževanje v Sedan, kjer je od leta 1559 deloval teolog Daniel Tilenius, ki je veljal za pristaša zmernega, kralju zvestega kalvinizma. Skovali so ga boj za neodvisnost Nizozemske in verske vojne v Franciji; zavzemal se je za vseobsežno solidarnost med protestantskimi knezi. Ti naj bi imeli krščansko dolžnost, da posredujejo, kadar nadrejeni ogrožajo njihove brate v veri. Takšna je bila vzgoja, ki je je bil deležen mladenič in ki je prav gotovo vplivala na njegove kasnejše politične odločitve.
Poleg osnovne izobrazbe si je Friderik pri svojem stricu pridobil tudi dobro znanje francoščine, ki je bila tedaj pomembna na področju diplomacije. Tudi francoski kralj Henrik IV. je mladeniča rad videval na svojem dvoru; Friderik se je tam seznanil s francosko dvorno kulturo.
Friderik ob smrti očeta, septembra 1610, še ni bil polnoleten. Oče je za njegovega skrbnika pred smrtjo določil kalvinističnega palatinskega grofa Ivana II. von Pfalz-Zweibrücken. Ker je bil najbližji sorodnik, ki bi mu po pravilih pripadala ta vloga, Vofang Viljem von Pfalz-Neuburg, je prišlo do rodbinskega spora. Ivan, ki je prispel v Heidelberg prvi, Volfganga ni spustil v mesto. V spor se je vmešal tudi cesar Matija in leta 1613 še nepolnoletnemu Frideriku v fevd podeli Palatinat. S Friderikovo polnoletnostjo (1614) je bil spor med rodbinskimi vejami začasno prekinjen.

## Poroka z Elizabeto Stuart
Politične poroke so bila pomembna metoda za utrjevanje vodilnega položaja kneževine med protestantskimi deželami. Dve Friderikovi sestri so poročili s protestantskima državnima knezoma: sestra Luiza Julijana se je leta 1612 poročila s palatinskim grofom Ivanom II. von Zweibrücken in sestra Elizabeta Šarlota leta 1616 z volilnim knezom Jurijem Viljemom von Brandenburg. Friderik je upal, da se bo leta 1595 rojena Katarina Zofija poročila z Gustavom Adolfom, kasnejšim švedskim kraljem, a do tega ni prišlo.
Frideriku se je ponudila poroka z eno najimenitnejših nevest Evrope, edino hčerko angleškega in irskega kralja Jakoba I. Njen oče je že zavrnil ponudbe katoliških snubcev, med njimi francoskega kralja Ludvika XIII., ker bi poroka z njim porušila versko ravnotežje političnih sil v Evropi. Tako je pfalški dvorni mojster, grof Hans Meinhard von Schönberg, spomladi 1612 odpotoval v London na pogajanja o ženitnih pogojih; močno je poudaril vodilno vlogo pfalškega volilnega kneza med protestantskimi knezi cesarstva. Poroko so podprli tudi Friderikovi sorodniki na Nizozemskem in v Sedanu. Maja 1612 je bila poročna pogodba sklenjena. Princesa je prinesla doto 40.000 funtov, Friderik pa ji je moral zagotoviti letno rento 10.000 funtov.
Friderik je prvič srečal Elizabeto, ko je oktobra 1612 pristal na angleških tleh; s svojim prijaznim vedenjem jo je takoj osvoji, prav tako tudi ves dvor. Le Elizabetina mati, kraljica Ana, je imela do poroke zadržke. Poroka je bila sklenjena 24. februarja 1613 v kraljevi kapeli palače Whitehall. Slavnost je vodil slavni filozof Francis Bacon.
Preko Haaga, kjer sta srečala ženinovega strica, kneza Mavricija Oranskega, sta novoporočenca 13. junija 1613 prispela v Heidelberg, prestolnico Palatinata. Mestno prebivalstvo jima je pripravilo veličasten sprejem. Že prejšnje leto je dal Friderik na gradu zgraditi t. i. angleško zgradbo, palačo, ki je Elizabeti omogočila njenemu stanu primerno domovanje. V spomin na triumfalno vselitev so leta 1615 zgradili t. i. Elizabetina vrata, ki so Elizabeti omogočala ločen vhod v rezidenco. Elizabetina vrata pa so bila le uvod v veliko preoblikovanje heidelberške rezidence. Uredili so nov vrt, slavni Hortus Palatinus, s številnimi votlinami in vodnjaki, ki so slavili Friderika in ga predstavljali kot Apolona ali Herkula.
Elizabeta je bila pri svojih podanikih od vsega začetka zelo priljubljena. Po rojstvu prvega sina Friderika Henrika se je njena priljubljenost še povečala. Mladeniču so obetali lepo bodočnost, lahko bi zasedel tudi angleški prestol. Do leta 1632 je Elizabeta rodila trinajst otrok, od katerih jih je pet preživelo mater.

## Volilni knez v obdobju pred tridesetletno vojno
Napetosti v cesarstvu so v tistem času grozile z oboroženim spopadom: že od konca preteklega stoletja so si protestantski knezi v cesarstvu skušali zagotoviti pravico do svoje vere in predvsem večjih političnih in gospodarskih svoboščin. Poleg tega se je bližalo leto 1621, do katerega je bilo sklenjeno premirje med protestantsko Nizozemsko in habsburško katoliško Španijo; obe deželi sta se že leta oboroževali. Pri tem je bil Palatinat za cesarske čete potencialno prehodno ozemlje iz habsburških dednih dežel. 
Ozemlje Palatinata ni bilo povezano; sestavljala sta ga dva ločena ozemeljska kompleksa, v katera so bili vključeni deli tujih ozemelj. Spodnji Palatinat se je raztezal ob Renu in Neckarju in je imel središče v Heidelbergu. Zgornji Palatinat je ležal okrog glavnega mesta Amberg na vzhodu današnje Bavarske. Medtem ko je bil Spodnji Palatinat v glavnem kmetijski, so se v Zgornjem Palatinatu nahajali pomembni srebrni rudniki cesarstva in je bil gospodarsko zelo močan.
Friderik je kot volilni knez prevzel polno oblast na svoj osemnajsti rojstni dan. S položajem je prevzel tudi vodenje protestantske unije. A že kmalu po prevzemu vladanja je med zasedanjem unije doživel napad vročine, ki mu je skoraj podlegel. Bolezen je radikalno spremenila njegovo osebnost. Sodobniki so ga po bolezni opisovali kot brezmočnega, zaspanega in melanholičnega, celo depresivnega. Skoraj v celoti je vladne posle prepustil svojemu kanclerju, knezu Kristijanu I. von Anhalt-Bernburg, ki je bil pfalški kancler že za časa njegovega očeta.
Kristijan je imel s Palatinatom velike načrte. Želel ga je razviti v vodilno srednjeevropsko državo. Če bi uspel napraviti Friderika tudi za češkega kralja, bi lahko Zgornji Palatinat, takratno železarsko središče Evrope, združil s središči kositrne in steklarske obrti na Češkem in tako dobil močno gospodarsko enoto.

## Dogajanja na Češkem
V kraljevini Češki so vladali katoliški Habsburžani; vsakokratni cesar je bil tudi češki kralj. V deželi, kjer se je že v 14. stoletju razvilo husitsko gibanje, se je protestantizem zelo razširil v utrakvistični različici. Med protestantskimi stanovi se je krepila močna opozicija proti rekatolizacijskim prizadevanjem cesarja Rudolfa II. Ker pa je bilo cesarstvo zaradi notranjih dinastičnih sporov in neugodnega poteka vojne proti Turkom oslabljeno, so protestanti uspeli leta 1609 od cesarja Rudolfa II. izsilili t. i. majestetsko pismo in z njim zase nekatere politične svoboščine. Že tedaj so imeli češki plemiči politične stike s protestantsko unijo.
Po smrti Rudolfa II. (1612) je postal cesar njegov brat Matija. Ker ni imel svojih otrok, je leta 1617 Čehom za češkega kralja vsilil svojega močno katoliško usmerjenega bratranca Ferdinanda. Ta je takoj uvedel politiko popolnega avstrijskega nadzora, ki naj bi spodkopala protestantizem. Razmere so se silno zaostrile in pripeljale do incidenta, ko so uporniki tri katoliške deželne uradnike vrgli s praškega gradu skozi okno, do t. i. druge praške defenestracije.
V takšnih razmerah je Kristijan Anhaltski okrepil svoja prizadevanja, da bi Frideriku pridobil češko krono. Kot upravnik Zgornjega Palatinata s sedežem v Ambergu ni bil daleč od Prage, lahko je spremljal in posegal v prehitevajoče se politične dogodke. Ni pa mu uspelo zagotoviti Frideriku široke podpore. Moteče je bilo tudi to, da je bil volilni knez pristaš kalvinizma, ki na Češkem ni bil razširjen, čeprav so bil pogledi nekaterih pomembnih čeških plemičev blizu političnim idejam kalvinizma.
Ko je Friderik v Heidelbergu zvedel o praški fenestraciji, ni mogel odkrito podpreti vstajnikov, ker bi to bil upor proti cesarju, ki mu je bil kot državni knez podrejen. Zato se je vključil med posrednike miru. Med tem pa je Kristijan še naprej podpiral protihabsburško stran v Pragi. Friderik je organiziral prikrit pohod majhne vojske 2.000 mož pod vodstvom grofa Ernesta von Mansfelda na Češko. Avgusta 1618 je Mansfeld prekoračil češko mejo in oblegal Pilsen, najpomembnejše oporišče cesarju zveste katoliške stranke. 21. novembra je mesto zavzel, Češka je bila tedaj popolnoma v oblasti protestantov. Javno se je začela pojavljat ideja o Frideriku kot češkem kralju.
Marca 1619 je umrl cesar Matija. 31. julija 1619 so se stanovi čeških kronskih dežel (Češke, Moravske, Šlezije, Zgornje in Spodnje Lužice) združili v češko konfederacijo. Ta je sprejela novo ustavo, po kateri naj bi bila odtlej država volilna kraljevina, v kateri naj bi veliko dotedanjih kraljevih pooblastil pripadlo stanovom. Avgusta 1619 je konfederacija na deželnem zboru Ferdinandu II. odvzela češko krono. Vezi med Češko in Habsburžani so bile s tem presekane in vojne ni bilo več mogoče zaustaviti. Le redki sodobniki so se zavedali, da lahko iz lokalnega upora nastane vseevropska vojna. 
Po ustavi konfederacije so pripravili volitve kralja. Potem ko je saški volilni knez Ivan Jurij I., najbolj želeni kandidat zmerne protestantske stranke, že predčasno kandidaturo odklonil, je ostal edini kandidat Friderik. Nihče drug ni hotel tvegati spora s Ferdinandom II.
Friderikovi izgledi so se za trenutek zdeli dobri, ko so se protihabsburški zvezi 16. avgusta pridružili zgornjeavstrijski protestantski stanovi in je transilvanski knez Gábor Bethlen zavzel habsburško Zgornjo Ogrsko.

## Izvolitev za češkega kralja in kronanje
Češka konfederacija je 26. avgusta 1619 z glasovi vseh čeških dežel izvolila Friderika za češkega kralja, ravno na njegov 23. rojstni dan.
Dva dni kasneje, 28. avgusta, je kolegij volilnih knezov v Frankfurtu volil cesarja. Ferdinand si je, ne glede na volitve v Pragi, lastil češki glas. Ugovora delegacije, ki je na svojo pobudo prišla iz Prage, niso hoteli poslušati. Za Habsburžana sta glasovala tudi protestanta, saški in brandenburški volilni knez. Pfalški odposlanci so sprva nameravali dati pfalški glas bavarskemu vojvodi Maksimilijanu I., nazadnje pa so tudi oni oddali glas za Ferdinanda, ki je bil tako izvoljen soglasno. Takšen izid je bil za Friderika usoden; njegova izvolitev v Pragi se je izkazala za nelegalno.
V takšnem položaju so Frideriku njegovi dvorni svetovalci svetovali, naj ne sprejme češke krone. Enako so mu svetovali tudi člani protestantske unije in drugi protestantski zavezniki v cesarstvu, kot npr. Nizozemci. V naslednjih desetletjih je bilo veliko ugibanj, zakaj Friderik nasvetov ni sprejel. Med 24. in 28. septembrom 1619 se je odločil, »da se volji Vsemogočnega ne bo upiral« in je sprejel izvolitev. Nizozemska, Danska,  Švedska in Beneška republika so ga za kralja priznale, ni pa prišlo, kot je prvotno načrtoval, do združitve protestantskih knezov v cesarstvu.
27. septembra 1619 je Friderik odpotoval iz Heidelberga in 31. oktobra prispel s skoraj 100 vozovi v Prago, kjer ga je sprejela navdušena množica. 4. novembra je bilo kronanje v stolnici sv. Vida. Ni ga kronal praški nadškof pač pa utrakvistični administrator nadškofije, Jurij Dicastus. Čeprav je bil velik del dežele že od vojne opustošen in so v mestu taborili številni pribežniki, so prihod in kronanje kralja hrupno proslavili. Vnaprej dano zagotovilo, da bo upošteval češko stanovsko ustavo, domnevna sposobnost njegovega kanclerja Kristijana Anhaltskega in prisotnost lepe soproge, ki se je visoko noseča podala na težavno potovanje, so ljudstvu vzbujali zaupanje v novega kralja.

## Čas pred spopadom na Beli gori
A so se takoj začele težave. Po naravnih danostih bogata češka dežela je že dolgo imela neurejene finance. Kralji so imeli le majhne lastne dohodke, državne finance pa so bile odvisne od dobre volje plemstva na deželnih zborih. S to težavo so se, brez pomembnega uspeha, srečevali že Friderikovi habsburški predhodniki. Saj do odstavitve Habsburžanov in izvolitve novega kralja niso pripeljala le verska razhajanja, ampak tudi visoke finančne obremenitve, ki so jih Habsburžani nalagali zaradi turške vojne. Z ustavo češke konfederacije je bil Friderik v še slabšem položaju. Plemstvo ni pristalo na drastično zvišanje davkov, kar bi bilo neobhodno za uspešno bojevanje.
Kmalu pa se je prebivalstvo, del duhovščine in plemstva začelo odvračati od kralja in njegovega dvora tudi zaradi drugačnih razočaranj. Kraljevi par ni znal besede češko. Dvorni uradniki so bili pretežno tujci, medtem ko so bili deželni uradniki domači plemiči. Sodelovanje je bilo komaj možno. Drastične posledice je imel poskus Friderikovega dvornega pridigarja Abrahama Scultetusa, da bi deželi vsilil kalvinistično vero. Kalvinisti niso za utrakviste, ki so bili na Češkem v večini, kazali nikakršnega razumevanja. Dvornemu pridigarju so bile predvsem v napoto relikvije in slike v deželnih cerkvah, ki so jih obdržali tudi v utrakvističnih cerkvah. Po 21. decembru je dal Scultetus »po volji in vedenju kralja« odstraniti ali uničiti umetnine verskega značaja. 27./28. decembra so uničili znameniti Marijin oltar Lucasa Cranacha v cerkvi sv. Vida. Med prebivalstvom je to vzbudilo veliko razburjenje; razširila se je celo govorica, da nameravajo kalvinisti podreti tudi grob svetega Venčeslava. Ni trajalo dolgo, da se je za Friderika pojavilo posmehljivo ime »zimski kralj«. Letak cesarskih pristašev je prikazal kronogram: FrIDerICVs I. ReX HyeMIs (Fridericus I. zimski kralj); poudarjene črke tvorijo rimsko številko 1619.
Cesar je med tem okrog sebe zbiral zaveznike, ki naj bi mu pomagali spet prevzeti češko krono. Ker tudi sam ni imel dovolj denarja, da bi plačal vojsko, je 8. oktobra 1619 sklenil pogodbo z bavarskim vojvodo in vodjem katoliške lige Maksimilijanom I. Maksimilijanu je dal poveljstvo nad vsemi vojaškimi aktivnostmi na Češkem in mu za nagrado obljubil v fevd vsa osvojena ozemlja, tajno pa še pfalški volilni glas. V zameno za lastno varnost se je cesarju pridružil tudi saški vojvoda Ivan Jurij I. Friderikov zadnji poskus, da bi decembra 1619 na srečanju v Nürnbergu zbral protestantske kneze in jih povezal, je ostal brez odziva; prisotni plemiči so Frideriku le na pol obljubili, da bodo med njegovo odsotnostjo branili Palatinat.
Štiri mesece kasneje, marca 1620, je zbor, ki ga je Ferdinand sklical v Mülhausnu, obravnaval pravne argumente, ki jih je predložil Friderik: češ da ni kršil državnega miru, saj se Češka nahaja zunaj cesarstva in tako konflikt med njim in Ferdinandom ni konflikt med državnim knezom in cesarjem; Ferdinand torej proti njemu ne sme uporabiti cesarske oblasti. Zbor, v katerem sta bila tudi Ivan Jurij in Maksimilijan, je trdil nasprotno, da je Češka sestavni del cesarstva. Cesar je na osnovi tega sklepa Frideriku izročil ultimativno zahtevo, da se do 1. junija umakne iz Češke, sicer bo Ferdinand kot cesar in češki kralj podvzel vsa vojaška sredstva za odstranitev uzurpatorja. 
V takšnem položaju je skušal Friderik odvrniti poraz tako, da je na zboru češke konfederacije (25. marca 1620) predlagal veliko povečanje davkov in dajatev in splošno vojaško obveznost. Za denar je zastavil tudi svoje dragocenosti in dal maja prepeljati na Češko iz pfalške zakladnice dve toni zlata; s tem je postal Palatinat plačilno nesposoben.
Od zunaj ni bilo pomoči. Angleški kralj Jakob I. je grajal početje svojega zeta. Protestantski knezi unije so želeli ostati nevtralni. Nizozemska je Frideriku odobrila le 50.000 guldnov mesečne podpore in mu poslala v pomoč majhen kontingent vojakov.

## Poraz v bitki na Beli gori
23. julija 1620 je Maksimilijan z vojsko katoliške lige (25.000 mož) prekoračil bavarsko-avstrijsko mejo, da bi si najprej podredil uporne protestantske stanove v cesarjevi dedni deželi. Začetkom avgusta se je španski general Ambrogio Spinola z enako veliko vojsko napotil iz Flandrije proti Češki. A je najprej zavil v Palatinat in zavzel Mainz. 2.000 prostovoljcev, ki jim je angleški kralj Jakob I. dovolil oditi iz Anglije, se je utrdilo v Mannheimu. 5. septrembra je Spinola prekoračil Ren, zavzel Kreuznach in Oppenheim. 
Potem ko si je Maksimilijan v Linzu podredil avstrijske stanove, se je združil z ostalo cesarsko vojsko in 26. septembra prekoračil češko mejo. 5. oktobra je s severa na Češko vdrl tudi saški volilni knez. Pri Rokitzanu je Maksimilijan naletel na pisano in na hitro zbrano, slabo plačano in pomanjkljivo opremljeno Friderikovo vojsko, kakih 15.000 mož. Friderik je prepustil vodenje vojske generalom, sam pa se je posvetil organizaciji oskrbe in utrjevanja.
Po vrsti nepomembnih prask se je protestantska vojska 5. novembra umaknila proti Pragi, cesarska vojska pa ji je sledila. 7. novembra je zavzela položaj nekaj kilometrov pred Prago na Beli gori. Friderik je odšel v Prago urejat organizacijske zadeve. Ko se je naslednji dan opoldne vračal k vojski, je ob mestnih vratih srečal bežeče vojake svoje vojske in svojega kanclerja Krisitjana s sporočilom o katastrofalnem porazu v bitki na Beli gori.
Zjutraj 9 novembra je Friderik z družino zbežal v smeri šlezijskega glavnega mesta Wroclawa, ravno še v zadnjem času, kajti praško prebivalstvo ga je nameravalo izročiti Maksimilijanu. Že pred tem so brez milosti zaprli mestna vrata bežečim vojakom. Maksimilijan je zasedel Prago. Friderik je v Šleziji iskal pomoč, toda šlezijski stanovi so mu odrekli podporo. V začetku leta 1621 je tako Šlezijo zapustil.
Za češke upornike je imel poraz strašne posledice. Cesar je 21. junija 1621 pred staro mestno hišo uprizoril spektakel, ki je trajal štiri in pol ure, v katerem so javno usmrtili 28 čeških protestantskih plemičev. Glave dvanajstih usmrčenih in desno roko grofa Joahima Adreasa von Schlicka, enega najpomembnejših voditeljev vstaje, so pribili na vhodni stolp Karlovega mostu, kjer so ostali deset let kot opomin na izgubljeno vojno. Ukinjena je bila volilna kraljevina, Češka je bila razglašena za habsburško dedno deželo. Z novo deželno ureditvijo so bile stanovom odvzete pravice. Listino češke verske svobode, majestetsko pismo, naj bi Ferdinand lastnoročno raztrgal. Protestantske vere so bile zatrte, le luteranska je bila, zaradi sodelovanja saškega volilnega kneza v vojni, nekaj časa še tolerirana. Položena je bila osnova za nasilno rekatolizacijo dežele in uveljavitev absolutističnega vladanja. Po bitki na Beli gori je Češka ostala tristo let, do leta 1918, del Habsburške monarhije.

## Beg
Iz Wroclava je Friderik bežal preko Brandenburga, Wolfenbüttla na Nizozemsko, kamor je prišel marca 1621. Cesar je že 29. januarja 1621 Friderika in Kristijana Anhaltskega izobčil iz pravnega reda zaradi kršitve deželnega miru, kršitve državnih zakonov, podpiranja upornih podanikov in napada na njegovo veličanstvo. Zaradi tega ga je sorodstvo sprejelo manj gostoljubno kot sicer, kajti vsakemu, ki ga je podprl, so grozile sankcije.
6. februarja so se v Heilbronnu zbrali zastopniki protestantske unije in so obtožili cesarja, da je s Friderikovim izobčenjem prekršil državno ustavo. V odgovor je Ferdinand zagrozil z vojaškim posredovanje Spinoline vojske, ki se je še vedno zadrževala v Palatinatu. 1. aprila so delegati unije razglasili t. i. mainški akord, listino, s katero so obljubili, da bodo svoje čete razpustili, če jim Spinola zagotovi nevtralnost. Akord je bil zadnji podpisani dokument unije. Protestantska unija se je za vedno razšla.
9. aprila 1621 je poteklo premirje med republiko Nizozemsko in Španijo in 14. aprila je Friderik s soprogo Elizabeto Stuart prispel v Haag, kjer je bil sprejet s častmi, ki pripadajo suverenu. Friderik je v pogodbi sprejel podporo Nizozemske pri ponovnem zavzetju pfalških dednih dežel.

## Izguba dednih dežel (Palatinata)
Friderik se je aprila 1622 vrnil v južni Palatinat, ki ga je še vedno obvladoval njegov poveljnik Ernest von Mansfeld. Takoj je začel iskati pomoč pri protestantskih knezih in skušal ponovno oživiti unijo. Nepomembna zmaga nad četami cesarskega poveljnika Tillyja (27. aprila 1622) v bitki na Ohrenbergu v kraju Mingolsheim mu je vzbudila novo upanje, ki pa je spet uplahnilo ob dramatičnem pomanjkanju denarja in živeža za čete in porazu na pomoč prihajajoče vojske mejnega grofa Jurija Friderika von Baden-Durlach (6. maja) pri Wimpfenu in Kristijana von Braunschweig-Wolfenbüttel v bitki pri Höchstu (20. junija). Friderik je vse bolj prihajal pod vpliv Mansfelda, ki ga pa protestantska stvar ni zanimala. Z védenjem Friderika je napadel Darmstadt in si za talca vzel deželnega grofa Ludvika V. von Hessen-Darmstadt in njegovega sina Johanna. Na povratku v Alzacijo je brezvestno požgal mesto in trideset vasi. Zlasti prijetje grofa je bilo očiten prekršek proti državnemu pravu, ki je od Friderika odvrnilo še zadnje privržence. Friderik je odpustil Mansfelda, ki ga je prepričal, da pfalških dednih dežel ni mogoče več braniti, ter odnesel iz Heidelberga knežje akte in vrednostne predmete. Poletje je preživel pri stricu, sedanskem vojvodi Bouillonu.
Tilly in španski general Gonzalo Fernández de Córdoba sta dokončala zavzetje Palatinata. 19. septembra 1622 je po enajstmesečnem obleganju padel Heidelberg in 5. novembra Mannheim. Le v utrdbi Frankenthal je še vztrajala majhna angleška posadka. Po zavzetju Heidelberga so zaprli protestantske cerkve in razpustili univerzo. Na pobudo Maksimilijana so veličastno knjižnico, slavno biblioteko Palatino, kot darilo predali papežu Gregorju XV.; več kot 3.500 rokopisov je odšlo v Rim in papež se je Maksimilijanu oddolžil s 620.000 guldni za financiranje vojske katoliške lige.
Kot je pred vojno obljubil, je cesar 25. februarja 1623 na regenburškem knežjem zboru podelil pfalški volilni glas Maksimilijanu, čeprav bi to po ustaljenih pravilih lahko storil edino kolegij volilnih knezov. Protestantskim knezom je popustil le toliko, da je veljavnost podelitve omejil na čas Maksimilijanovega življenja. Maksimilijan je tudi dobil v fevd osvojeno ozemlje Zgornjega Palatinata. Drugi deli ozemlja Palatinata so bili dodeljeni vojvodi Vofgangu Viljemu von Pfalz-Neuburg.

## V izgnanstvu
Na prehodu v leto 1623 je Friderik v Haagu sestavil iz svojih svetovalcev vlado v izgnanstvu. Novembra 1623 je moral pod hudim pritiskom angleškega kralja, ki je grozil z resnimi posledicami, v imenu Palatinata ratificirati premirje med Anglijo in Španijo, sklenjeno v maju 1623.
Vlado v izgnanstvu je vodil pfalški svetovalec Ludvik Camerarius. Friderik ji je prepustil dnevno-politične posle, sam pa je čas preživljal z lovom, sprehodi, plavanjem. Vključeval se je, s precej skoposti, le kadar je šlo za finančna vprašanja administracije. Po drugi strani je za dvor zapravljal velike vsote, tako da so prispevki nizozemske in angleške vlade redkokdaj zadoščali. Leta 1629 je dal zgraditi rezidenco v kraju Rhenen ob Renu (danes v nizozemski pokrajini Utrecht), ki je bila dokončana leta 1631.
Leta 1625 se je s finančno podporo Anglije in Nizozemske na protestantski strani  v vojno vključil danski kralj Kristijan IV. Toda njegov hud poraz proti združenim katoliškim vojskam v bitki pri Luttru, 27. avgusta 1625, je za dolgo časa ugasnilo upanje na ponovno vojaško zavzetje Palatinata. Sledili so številni poskusi poravnave med Friderikom in cesarjem (v letih 1624/25, 1627, 1630, 1631), ki pa so vsi propadli.
17. januarja 1629 je pri 15 letih v brodolomu umrl Friderikov najstarejši sin in naslednik Henrik Friderik. Tudi Friderik je tedaj skoraj izgubil življenje in se je telesno spet postavil na noge šele po petnajstih mesecih. Do konca življenja ni prebolel sinove smrti. V naslednika, ki je kazal velike sposobnosti in je mnogo obetal, je polagal velika upanja. Angleški kralj Jakob I. je npr. nameraval s poroko med Henrikom Friderikom in eno od španskih princes po mirni poti rešiti probleme Palatinata.
Friderik je začel ponovno upati na vrnitev v Palatinat, ko je švedski kralj Gustav II. Adolf 4. julija 1630 z vojsko pristal na otoku Usedomu in se vključil v vojno. 17. septembra 1631 je pri Breitnfeldu porazil Tillyjevo vojsko in v naslednjem letu napredoval v južno Nemčijo. Švedsko zavzetje Oppenheima, decembra 1631, je bilo za Friderika znamenje za vrnitev v cesarstvo. 
Friderik se je februarja 1632 v Frankfurtu srečal z zmagovitim kraljem; ta ga je sprejel s častmi, ki pritičejo monarhu, ni pa mu hotel ponuditi nobene podpore. Podobno se je zgodilo na naslednjem srečanju, maja v Münchnu.
Gustav Adolf je umrl 16. novembra 1632 v bitki pri Lütznu. Friderik je že od začetka oktobra bolehal zaradi neznane infekcije. Njegovo stanje se je slabšalo in 29. novembra 1632 je tudi on umrl.
Friderikovo drobovje so pokopali v zahodnem koru Katarinine cerkve v Oppenheimu. Balzamirano truplo so sprva prepeljali v trdnjavo Frankenthal. Junija 1635 je Ludvik Filip von Pfalz-Simmern umaknil krsto pred cesarskimi četami v Kaiserlautern. Julija so ga skrili v Metzu v neko meščansko hišo. Septembra 1637 naj bi Ludvik Filip krsto prepeljal na varno v Sedan. Kje je bil Friderik končno pokopan, se ne ve.
Po koncu tridesetletne vojne sta bila z vestfalskim mirom Spodnji Palatinat (Rheinpfalz), in nov (osmi) volilni glas dodeljena Friderikovemu drugemu sinu, Ludviku Filipu. Zgornji Palatinat je ostal Bavarski, prav tako volilni glas.

## Družina
Friderik V. se je leta poročil z Elizabeto Stuart (1596-1662), hčerko angleškega kralja Jakoba I. Imela sta 13 otrok:
- Friderik Henrik (1614–1629), utonil ob brodolomu
- Karel Ludvik (1617–1680), volilni knez Palatinata, nasledil očeta po koncu tridesetletne vojne
- Elizabeta (1618–1680), opatinja v samostanu Herford
- Rupreht (1619–1682), vojvoda of Cumberland, v angleški državljanski vojni se je boril na strani rojalistov
- Mavricij (1621–1652), v angleški državljanski vojni na strani rojalistov
- Luise Hollandine (1622–1709), prestopila v katolicizem, opatinja cistercijanskega samostana Maubuisson, slikarka
- Ludvik (1623–1624)
- Edvard (1625–1663), prestopil v katolicizem, poročen z Ano Gonzaga (1616–1684), hčerko mantovanskega vojvode Karla I. Gonzage
- Henriette Marie (1626–1651), poročena s knezom v Mukačevem (danes v zahodni Ukraljini) Sigismundom Rákóczijem (1622–1652), mlajšim sinom transilvalskega kneza Jurija I. Rákóczija (+1648)
- Filip Friderik (1627–1650)
- Šarlota (1628–1631)
- Zofija (1630–1714) poročena z Ernestom Avgustom, volilnim knezom von Braunschweig-Lüneburg/Hannover; njun sin Jurij Ludvik je zaradi sorodstva s Stuarti postal britanski kralj Jurij I. Britanski
- Gustav (1632–1641)